# Relações entre Etiópia e Itália
As relações entre Etiópia e Itália referem-se às relações atuais e históricas entre a Etiópia e a Itália.
As modernas ambições coloniais italianas na Etiópia tiveram inicio na década de 1880.  Isto foi seguido pela Primeira Guerra Ítalo-Etíope entre 1894 e 1896, onde os etíopes lutaram com êxito contra a expansão europeia. Após a Primeira Guerra Mundial e a ascensão do fascismo italiano, a Crise da Abissínia começou, e culminou na Segunda Guerra Ítalo-Etíope de 1935-1936.  Foi um conflito brutal, com amplos crimes de guerra pelos italianos e uso de guerra química. Devido aos esforços da resistência nativa, grande parte do país nunca foi perdida para as forças invasoras de Benito Mussolini, mas formalmente a Etiópia perdeu a sua independência e se tornou a Etiópia Italiana, parte da África Oriental Italiana.
A Itália acabou por perder suas colônias na região. Depois de anos de resistência local e da intervenção das tropas britânicas durante a Campanha da África Oriental da Segunda Guerra Mundial, a Etiópia recuperou a sua independência formal da Itália em 1941.  As forças italianas espalhadas continuaram a lutar em uma guerra de guerrilha até a rendição final em 1943. 